# IPAQ

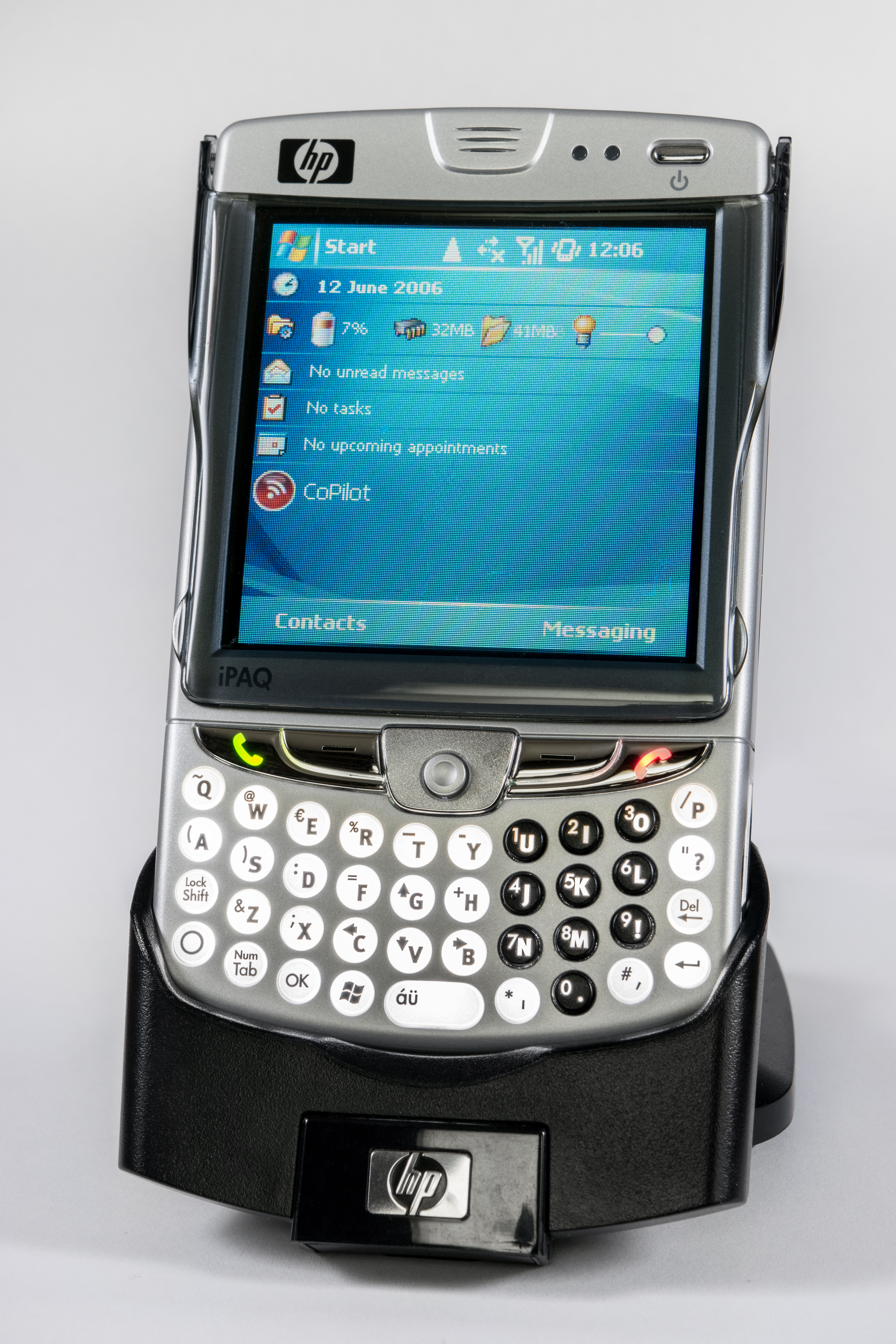
HP iPAQ HW910 PDA

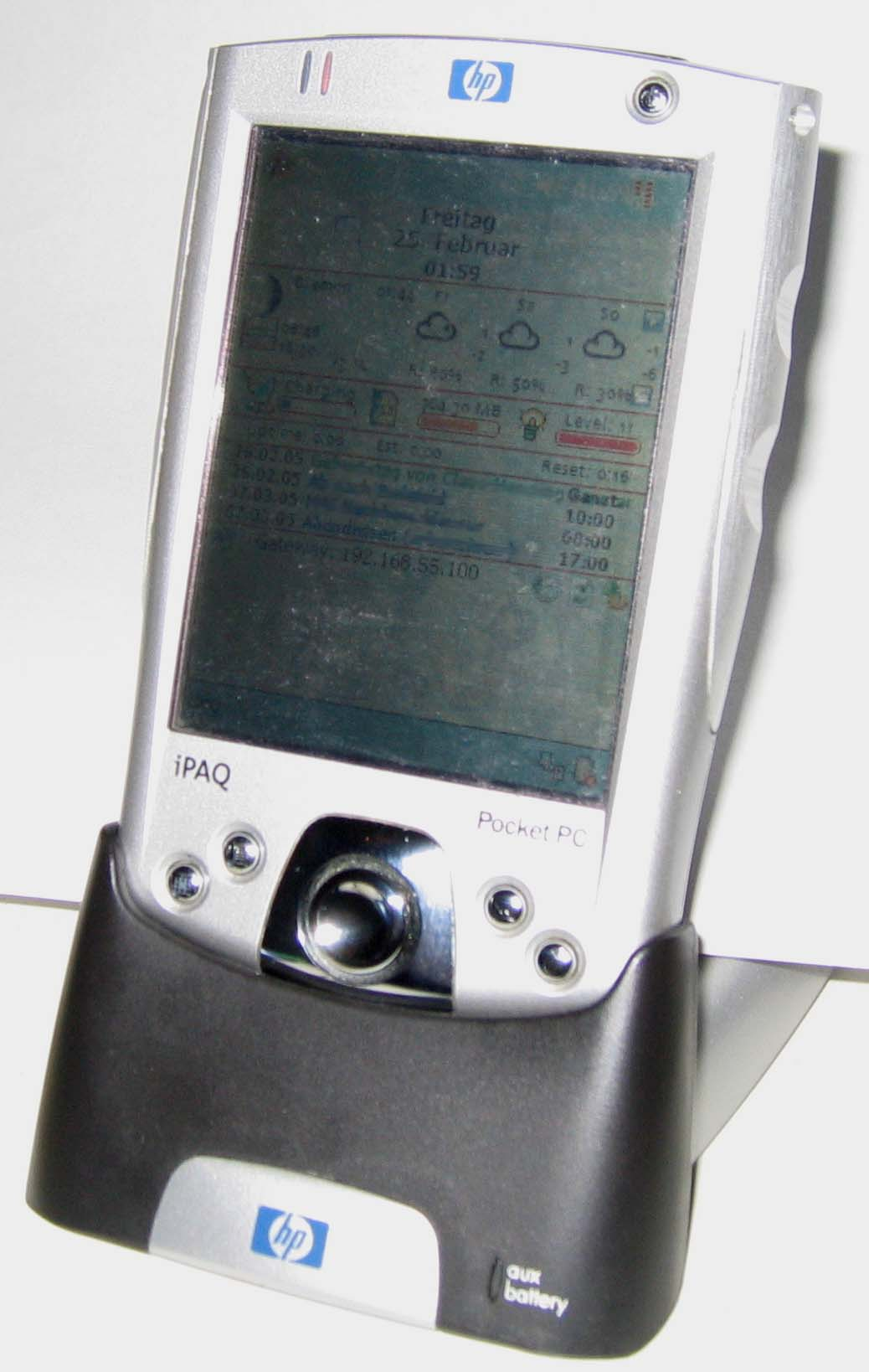
iPAQ 2210

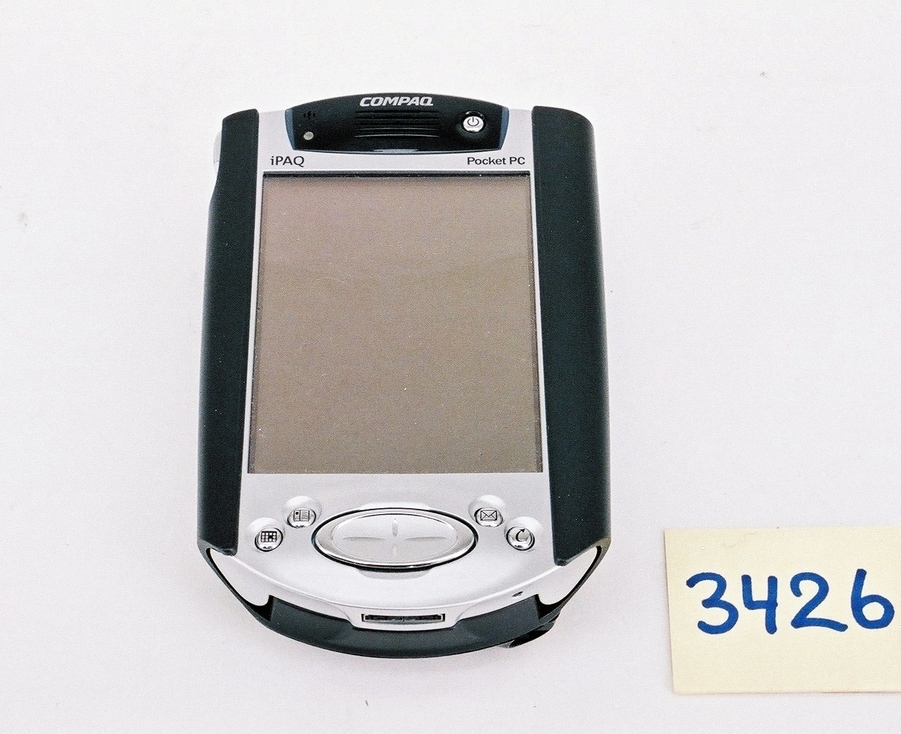
康柏 iPAQ 3800 系列

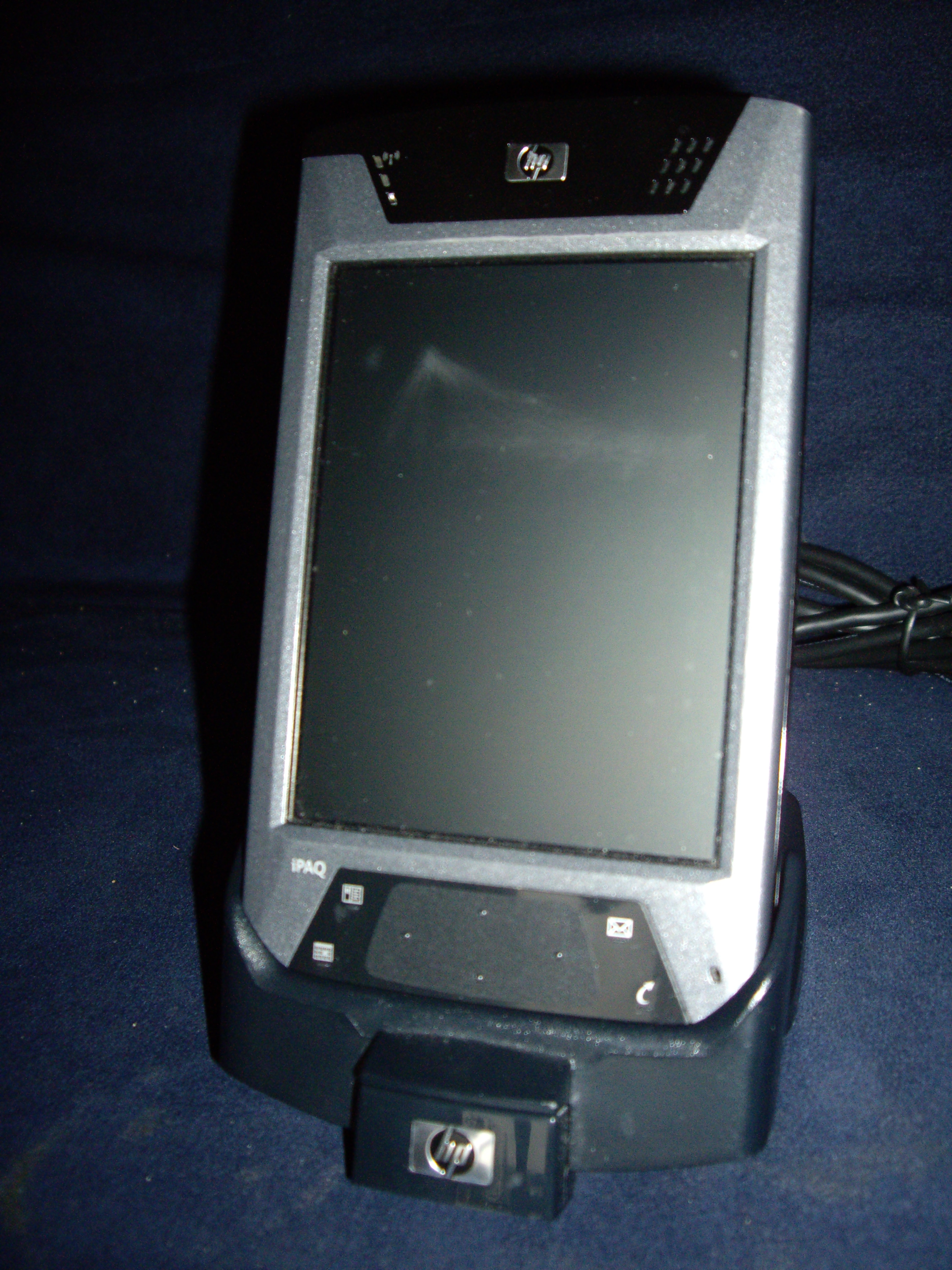
iPAQ 4700

iPAQ是一款Pocket PC，由康柏于2000 年4月首次推出。2000年发布的 H3600 系列產品可以說是首批iPAQ產品。 它运行 Microsoft 的Pocket PC 2000操作系统。 後來惠普收购康柏後繼續保留iPAQ這一產品。iPAQ大多運行Windows Mobile，偶爾有一些運行Linux发行版。